# Prix du Roman d’Aventures
Der Prix du Roman d'Aventures (deutsch: „Abenteuerroman-Preis“) ist ein französischer Literaturpreis, der jedes Jahr von der Reihe Le Masque an einen französischen oder ausländischen Kriminalroman verliehen wird. Die Auszeichnung wurde 1930 durch Albert Pigasse ins Leben gerufen, Leiter der auf Kriminalliteratur spezialisierten Buchreihe, die vom Pariser Verlag Librairie des Champs-Elysées herausgegeben wird. Damit ist der Krimipreis älter als der populäre Prix du Quai des Orfèvres oder der renommiertere Grand prix de littérature policière. Pigasse förderte durch die französischen Erstveröffentlichungen von Werken wie Agatha Christies Hercule-Poirot-Geschichten die Anerkennung des englisch-amerikanischen Kriminalromans in Frankreich, der später auch französische Kriminalschriftsteller inspirieren sollte.
In der Vergangenheit wurde der Preis an ein unveröffentlichtes, französischsprachiges Manuskript vergeben, das jedes Jahr bis zum 31. März an die Librairie des Champs-Elysées geschickt werden musste. Der Preisträger wurde knapp anderthalb Monate später, am 15. Mai, von einer Jury bekanntgegeben, zu der so bekannte Persönlichkeiten wie die Schriftsteller und Journalisten Pierre Benoit (1886–1962), Gus Bofa (1883–1968), Francis Carco (1886–1958), Joseph Kessel (1898–1979) oder Pierre Mac Orlan (1882–1970) gehörten. Der Gewinner erhielt 10.000 Franc, während sein Roman von der Librairie des Champs-Elysées verlegt wurde und in der Reihe Le Masque erschien.
Ab Ende der 1960er Jahre avancierte der Prix du Roman d'Aventures zum Verlegerpreis und ab den 1980er Jahren wurden auch ausländische Kriminalschriftsteller wie etwa Ruth Rendell (1984), Peter Lovesey (1987), Patricia Cornwell (1992) oder Val McDermid (1998) ausgezeichnet.

## Preisträger
| Jahr       | Preisträger                        | Romantitel (Originaltitel)                           | Deutscher Titel             |
| ---------- | ---------------------------------- | ---------------------------------------------------- | --------------------------- |
| 1930       | Pierre Véry                        | Le testament de Basil Crookes                        |                             |
| 1931       | Stanislas-André Steeman            | Six Hommes morts                                     | Ein Cocktail mit Herrn Wenz |
| 1932       | Jean-Toussaint Samat               | L'horrible mort de Miss Gildchrist                   |                             |
| 1933       | Simone d'Erigny                    | L' étrange Volonté du Professeur Lorrain             | Die Dame S.                 |
| 1934       | Jean Bommart                       | Le Poisson chinois                                   |                             |
| 1935       | Pierre André Fernic                | La bête aux sept manteaux                            |                             |
| 1936       | Yves Dartois                       | Week-end au Touquet                                  |                             |
| 1937       | Pierre Nord                        | Terre d'angoisse                                     |                             |
| 1938       | Pierre Boileau                     | Le Repos de Bacchus                                  | Der ruhende Bacchus         |
| 1939       | Pierre Apestéguy                   | Le Roi des sables                                    |                             |
| 1940– 1945 | Preis nicht vergeben               | Preis nicht vergeben                                 | Preis nicht vergeben        |
| 1946       | René Guillot                       | Les équipages de Peter Hill                          |                             |
| 1947       | Armand Ziwès Érik J. Certön        | La Meute de minuit                                   |                             |
| 1948       | Thomas Narcejac                    | La mort est du voyage                                |                             |
| 1949       | Henri David                        | Jeux de plomb                                        | Bleisoldaten                |
| 1950       | Yves Dermèze                       | Souvenance pleurait                                  |                             |
| 1951       | Olivier Séchan Igor B. Maslowski   | Vous qui n'avez jamais été tués                      |                             |
| 1952       | Jean Kéry                          | Qui est à l'appareil?                                |                             |
| 1953       | Ray Lasuye                         | Le boiteux du pont Guillian                          |                             |
| 1954       | Maurice Bastide                    | Réactions en chaîne                                  |                             |
| 1954       | Maurice-Charles Renard             | L'inconnu des îles                                   |                             |
| 1955       | Émile Pagès                        | Ricochets                                            |                             |
| 1956       | Paul Alexandre Maurice Roland      | Voir Londres et mourir                               | London sehen und sterben    |
| 1957       | Jacques Chabannes                  | L'assassin est en retard                             |                             |
| 1958       | Charles Exbrayat                   | Vous souvenez-vous de Paco?                          |                             |
| 1959       | Jacques Ouvard                     | L'Assassin est dans le couvent                       | Jeden zweiten Donnerstag    |
| 1960       | Robert Bruyez                      | Crimes sur ondes courtes                             |                             |
| 1961       | André Benzimra                     | Le couloir de la mort                                |                             |
| 1962       | Pierre Caillet                     | Cette mort tant désirée                              |                             |
| 1963       | Pierre Jardin                      | Agnès et les vilains messieurs                       |                             |
| 1964       | Henri Lapierre                     | Le Mort du lac                                       |                             |
| 1965       | André Picot                        | Il faut mourir à point                               |                             |
| 1966       | Jean Marcillac                     | Tapis verts et tentures noires                       |                             |
| 1967       | Maurice Ellabert                   | Le provocateur                                       |                             |
| 1968       | Raymond Blanc                      | Un pauvre type                                       |                             |
| 1969       | Mauri Sariola                      | Un Printemps finlandais                              |                             |
| 1970       | Denis Lacombe                      | La Morte du Causse Noir                              |                             |
| 1971       | André Saint-Briac                  | Secrets de famille                                   |                             |
| 1972       | Jean Bonnefond                     | Marchand de fumée                                    |                             |
| 1973       | Max Nicet                          | Requiem pour une rose                                |                             |
| 1974       | Claude Marais                      | Trois cœurs contrés                                  |                             |
| 1975       | Hélène de Monaghan                 | La Mauvaise part                                     |                             |
| 1976       | Loup Durand                        | Un Amour d'araignée                                  |                             |
| 1977       | Gilbert Picard                     | Les Vendredis de la Part-Dieu                        |                             |
| 1978       | Paul Kinnet                        | Voir Beaubourg et mourir                             |                             |
| 1979       | Pierre Salva                       | Des Clients pour l'enfer                             |                             |
| 1980       | Michel Guibert                     | Le Vieux monsieur aux chiens                         |                             |
| 1981       | Catherine Arley                    | A cloche-cœur                                        |                             |
| 1982       | Ruth Rendell                       | Le Maître de la lande (The Master of the moor)       | Der Herr des Moors          |
| 1983       | June Thomson                       | Claire... et ses ombres (Shadow of a doubt)          |                             |
| 1984       | Alexandre Terrel                   | Le Témoin est à la noce                              |                             |
| 1985       | Bachellerie                        | L'Île aux muettes                                    |                             |
| 1986       | Michel Grisolia                    | Les Sœurs du Nord                                    |                             |
| 1987       | Peter Lovesey                      | Le Médium a perdu ses esprits (A case of spirits)    | Tod eines Mediums           |
| 1988       | Paul Halter                        | Le Brouillard rouge                                  |                             |
| 1989       | Shizuko Natsuki                    | La Promesse de l'ombre (The Third lady)              |                             |
| 1990       | Stuart Kaminsky                    | Le flic qui venait du froid (A Cold red sunrise)     | Kalte Sonne                 |
| 1991       | Reginald Hill                      | Un amour d'enfant (Child's play)                     | Kein Kinderspiel            |
| 1992       | Patricia Cornwell                  | Postmortem (Postmortem)                              | Ein Fall für Kay Scarpetta  |
| 1993       | Philip Kerr                        | L'été de cristal (March violets)                     | Feuer in Berlin             |
| 1994       | Serge Brussolo                     | Le chien de minuit                                   |                             |
| 1995       | Lynda La Plante                    | Suspect numéro un (Prime suspect)                    | Heisser Verdacht            |
| 1996       | Walter Satterthwait                | Escapade (Escapade)                                  | Eskapaden                   |
| 1997       | Nevada Barr                        | Le feu du ciel (Firestorm)                           | Feuersturm                  |
| 1998       | Val McDermid                       | Mauvais signes (Starstruck)                          | Das Gesetz der Serie        |
| 1999       | Florence Bouhier                   | Portrait de l'artiste en assassin                    |                             |
| 2000       | Penny Mickelbury                   | Un chemin solitaire (Where to choose)                |                             |
| 2001       | Jean-Pierre Andrevon               | L'œil derrière l'épaule                              |                             |
| 2002       | Jean-Luc Bizien                    | La mort en prime time                                |                             |
| 2003       | Bertrand Puard                     | La petite fille, le coyote et la mort                |                             |
| 2004       | Rebecca Rothenberg                 | La mort à la dent de lion (The dandelion murders)    | Tote tragen Löwenzahn       |
| 2005       | Stephen Frey                       | Délits d'initiés (The insider)                       | Der Bonus                   |
| 2006       | Greg Rucka                         | Traquée par son passé (A fistful of rain)            |                             |
| 2007       | Philippe Kleinmann Sigolène Vinson | Bistouri Blues                                       |                             |
| 2008       | Jacques Milliez                    | L'inconnue du Musée de l'Homme                       |                             |
| 2009       | Larif Marsik                       | Tremblement du terre                                 |                             |
| 2010       | David Agrech                       | Deux mille kilomètres s avec une balle dans le coeur |                             |
| 2011       | Patrick Weber                      | L'Aiglon ne manque pas d'aire                        |                             |
| 2012       | Patricia Parry                     | Sur un lit de fleurs blanches                        |                             |
| 2013       | C. M. Veaute                       | Meurtres à la romaine                                |                             |